# Антирелігійна кампанія в СРСР 1928-1941 років
Антирелігійна кампанія в СРСР 1928—1941 років — новий етап антирелігійної кампанії в Радянському Союзі після антирелігійної кампанії 1921—1928 років. Вона розпочалася у 1929 році після ухвалення нового законодавства, яке суворо забороняло релігійну діяльність і передбачало впровадження освітньої програми з питань релігії з метою подальшого поширення атеїзму та матеріалістичної філософії. Попередньо, на XV з'їзді партії в 1928 році, Йосип Сталін розкритикував партію за недостатньо активну й переконливу антирелігійну пропаганду. Цей етап збігся з початком масової колективізації сільського господарства та націоналізацією залишків приватного підприємництва.

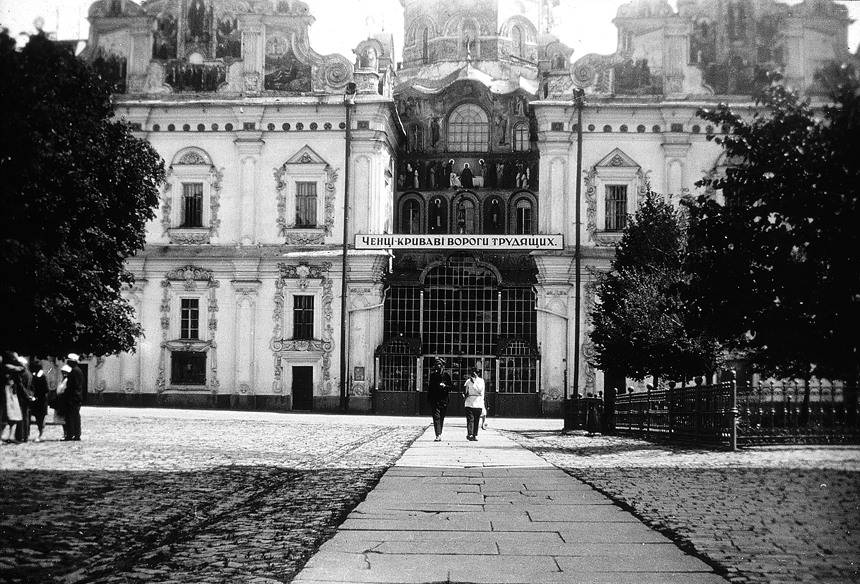
«Ченці — криваві вороги трудящих» (Банер на Успенському соборі Києво-Печерської лаври, 1930-ті рр.)

Головною мішенню антирелігійної кампанії в 1920-1930-х роках стала Російська Православна Церква, яка мала найбільшу кількість парафіян. Більшість її духовенства та вірян було розстріляно або відправлено до трудових таборів. Церковні школи закрили, а публікації заборонили. Лише у 1937 році розстріляли понад 85 000 православних священників. До 1941 року тільки дванадцята частина служителів Російської Православної Церкви залишилася працювати у своїх парафіях.
Між 1927—1940 роками кількість православних церков в РСФРР скоротилася з 29 584 до менш ніж 500 (1,7 %) через систематичне знищення церков і соборів.
Кампанія сповільнилася наприкінці 1930-х — початку 1940-х років і різко припинилася після початку операції «Барбаросса» та вторгнення в Польщу. Зрештою, загроза німецького вторгнення завадила остаточному занепаду релігії в радянському суспільстві.
Ця кампанія, як і кампанії інших періодів, що стали основою зусиль СРСР зі знищення релігії та її заміни атеїзмом, підкріпленим матеріалістичним світоглядом, супроводжувалась офіційними заявами про відсутність релігійних переслідувань у СРСР, а віряни, яких переслідували, нібито ставали жертвами з інших причин.
Насправді ж, їх масово переслідували через віру або релігійну діяльність. Однак офіційно влада заперечувала факт переслідувань і стверджувала, що таких людей — якщо навіть визнавала факти переслідування — карали лише за опір державі або порушення закону. Таке прикриття слугувало радянській пропаганді за кордоном, де вона намагалася покращити імідж, особливо в умовах сильної критики на свою адресу з боку іноземних релігійних течій.

## Освіта
У 1928 році Народний комісар освіти СРСР Анатолій Луначарський, під тиском лівих марксистів, погодився на повністю антирелігійну систему освіти, починаючи з першого класу. Однак був проти масового вигнання вчителів з релігійними переконаннями через нестачу вчителів-атеїстів. 1929 року конференція Агітпропу ухвалила рішення про посилення антирелігійної роботи в усій системі освіти. Це призвело до створення антирелігійних секцій у всіх науково-дослідних та вищих навчальних закладах. В Інституті червоної професури в 1929 році було створено спеціальний антирелігійний факультет.

У 1927 році під час інтерв'ю з американською робітничою делегацією Йосип Сталін стверджував, що партія не може бути нейтральною до релігії:
«Є випадки, коли окремі члени партії заважають тотальному розгортанню антирелігійної пропаганди. Їх потрібно виключати, тому що таким „комуністам“ не місце в наших лавах».
Проти шкільних вчителів з середовища колишньої інтелігенції, які, як стверджувалося, працювали проти системи й навіть дозволяли священникам духовно впливати на школярів, була розгорнута відповідна кампанія. Вчителів, звинувачених у цьому, могли звільнити, а в більшості випадків радянська влада ув'язнювала або засилала їх до в'язниці.
Антирелігійна преса поіменно ідентифікувала вірян серед провідних радянських науковців, що призвело до репресій в Академії наук Радянського Союзу в 1929—1930 роках, за якої за сфабрикованими звинуваченнями було заарештовано до 100 науковців, їхніх асистентів, аспірантів і засуджено до покарань від трьох років внутрішнього заслання до смертної кари. Більшість з них згодом загинули в таборах або у в'язницях. Метою цих репресій було відібрати церковну інтелігенцію та сприяти пропаганді того, що в Бога вірять лише відсталі люди.
Одного разу відомого радянського історика Сергія Платонова запитали, чому він призначив єврея Каплана директором Пушкінського дому — він відповів, що Каплан був не євреєм, а православним християнином. І на цій підставі Каплан був відправлений до концтабору на п'ять років.
В 1930-31 Центральний Комітет скасував «адміністративні заходи» проти релігії, що послабило антирелігійну просвітницьку роботу, але наступна постанова у вересні 1931 року знову відновила активну антирелігійну просвіту.

## Сергій і церква
Більшість єпископів, заарештованих між 1928 і 1932 роками, затримували з причин, які стосувалися опозиції до митрополита Сергія та його сумнозвісної декларації про лояльність. У цей час держава офіційно дотримувалася курсу на відокремлення церкви від держави в Радянському Союзі, попри численні арешти людей за непокору релігійним лідерам. ГПУ часто цинічно запитувало заарештованих вірян: «Як ви ставитеся до „нашого“ очільника радянської церкви -  митрополита Сергія?».
Опозиція до Сергія використовувалася як привід для закриття багатьох церков і відправлення духовенства в заслання. Остання офіційно функціонуюча антисергіївська церква в Москві була закрита в 1933 р., а в Ленінграді — в 1936 р. Після закриття цих церков їх зазвичай зносили або перетворювали на світські приміщення (а не передавали під юрисдикцію Сергія, як якби вони дійсно були закриті лише з причини їхньої опозиційності до Сергія). Ця кампанія значно зменшила кількість діючих храмів у країні.
Хоча офіційно антисергіївські церкви були знищені, існувало багато неофіційних підпільних церковних громад, які утворили так звану «Катакомбну Церкву». Підпільний церковний рух стверджував, що він є справжнім законним продовженням православ'я в СРСР.
Двадцять відсотків в'язнів Соловецьких таборів у 1928—1929 роках були ув'язнені через ці справи. Між 1928 і 1931 роками щонайменше тридцять шість єпископів були ув'язнені й заслані, а до кінця 1930 року їхня загальна кількість перевищила 150. Однак це не означало, що лояльне до Сергія духовенство було в безпеці, оскільки на них також часто нападали й заарештовували.
Митрополит Сергій заявив іноземній пресі в 1930 році, що релігійних переслідувань не відбувається, а також, що християнство має спільні з марксизмом соціальні цілі. До 1930 року значна частина священнослужителів уклала з Сергієм мир.
Через масовий арешт єпископів, як православні, так і обновленці таємно висвячували єпископів, які б замінили заарештованих єпископів і продовжили апостольський рід. Також внаслідок масового арешту єпископів, у 1935 році припинив свою діяльність Православний Священний Синод.
Антирелігійна преса повідомляла, що священики мандрували від села до села, таємно відправляючи богослужіння в будинках віруючих, при цьому маскуючись під мандрівних ремонтників або представників іншої професії. Також стверджувалося, що молодь залучали до християнства священнослужителі, які безплатно наймалися на молодіжні вечори як організатори ігор, музиканти, керівники хорів, читці літератури, керівники драматичних гуртків тощо. Багато хто з вірян тримався осторонь церков і духовенства через сором відкрито дотримуватися релігійних обрядів, і у відповідь на це попи здійснювали релігійні ритуали заочно, тобто обряди вінчання відбувалися над обручками, які потім надсилалися відсутнім нареченим, або відспівування відбувалося над порожніми трунами, в які потім клали тіло під час похорону.

## Законодавчі заходи
У 1929 році Спілка войовничих безбожників закликала до вигнання сектантів з керівництва сільським господарством.
Того ж року Луначарський зробив заяви, в яких стверджував, що свободу віросповідання можна обмежити, «якщо її зловживають для прямої класової боротьби проти диктатури пролетаріату». Хоча Луначарський закликав до поміркованості, цю цитату було вирвано з контексту для виправдання жорстоких антирелігійних переслідувань наступного десятиліття.
Успішна боротьба церкви з масштабною атеїстичною пропагандою призвела до ухвалення нових законів у 1929 році щодо «Релігійних об'єднань», а також поправок до Конституції, які забороняли всі форми публічної, соціальної, громадської, освітньої, видавничої або місіонерської діяльності для вірян. Відтак церква втратила будь-який публічний голос і була обмежена виключно релігійними службами в межах церков. Атеїстична пропаганда й надалі мала необмежене право на поширення, це означало, що церква більше не могла відповідати на звинувачення, які висували проти неї. Церкві було заборонено проводити навчальні групи для дорослих вірянин, організовувати пікніки або культурні гуртки, а також спеціальні богослужіння для певних груп вірянин, таких як школярів, молоді, жінок або матерів. Будь-яке виконання священнослужителями їхніх обов'язків стало каратися законом. Ці закони також забороняли християнську благодійність, участь дітей у релігійних заходах, а діяльність релігійних діячів обмежувалася сферою, пов'язаною з ними.
До участі в антирелігійній боротьбі закликав піонерські організації XVI з'їзд партії. Той же з'їзд також заборонив дітям допомагати на службі в церквах або залучати їх до груп для домашнього релігійного навчання.
Офіційне пояснення цієї кампанії полягало в тому, що держава була вразливою через іноземні релігійні зусилля (наприклад, Ватикану, євангельських церков США), і тому церкви в росії необхідно позбавити всіх публічних прав, за винятком літургійних служб, що проводяться в церковних стінах. Усі ці нормативні акти разом значно полегшили державі свавільне переслідування духовенства та їхніх родин, особливо в контексті дискримінаційних фінансових, земельних і житлових норм.
У 1929 році радянський календар було змінено: семиденний робочий тиждень замінили на шестиденний — з п'ятьма робочими днями та шостим вихідним. Це було зроблено для того, щоб змусити людей працювати в неділю замість відвідування церкви. Радянське керівництво запровадило заходи, спрямовані на припинення святкування Різдва та інших релігійних свят. Наприклад, 25 і 26 грудня були оголошені «Днями індустріалізації», під час яких вся країна зобов'язувалась святкувати національну індустріалізацію перебуваючи на роботі цілий день. Однак протягом 1930-х років повідомлялось про високий рівень прогулів у в дні релігійних свят. Працівників, які відвідували церковні служби у робочі неділі чи під час релігійних свят, могли покарати за прогули. Новий робочий тиждень залишався чинним до 1940 року.
Святкування традиційного російського свята Нового року (Обрізання Господнього) було заборонено (пізніше Новий рік було поновлено як світське свято, і тепер це — найважливіше сімейне свято в росії). Зібрання та релігійні процесії спочатку були повністю заборонені, а згодом — суворо обмежені та регламентовані.
У наступних роках використовувався більш прихований метод перешкоджання християнським святам — під час головних релігійних дат, коли віряни мали брати участь у богослужіннях і хресних ходах (особливо на Великдень), по телебаченню транслювали надзвичайно популярні фільми один за одним. Очевидно, це мало на меті залишити вдома тих, чия віра була непевною або хиткою, прикутавши їх до телевізорів.
У 1929 році постанова ЦК ВКП(б) закликала комсомол усунути релігійні забобони серед своїх членів шляхом обов'язкового «добровільного політичного виховання» (зверніть увагу: це не помилка, «добровільне» не означало дозволу на відмову від участі в радянському законодавчому жаргоні). На членів профспілок і місцевих партійних осередків чинився примусовий тиск з метою змусити їх приєднатися до Спілки войовничих безбожників. У 1930 році XVI з'їзд партії згадав про обов'язок партії сприяти «визволенню мас від реакційного впливу релігії» та закликав профспілки «належним чином організувати й посилити антирелігійну пропаганду».
На цьому ж XVI з'їзді партія ухвалила резолюцію, згідно з якою священників не слід запрошувати до приватних осель, пожертви церквам мали бути припинені, а на профспілки мали тиснути з метою, щоб вони не виконували жодних робіт для церков (зокрема ремонтних). У резолюції також містився заклик до профспілок активізувати антирелігійну пропаганду.

## Фінансовий тиск
Церква розглядалася як приватне підприємство, а духовенство підлягало оподаткуванню як куркулі та зазнавало такого ж гнітючого податкового тиску, як і приватні селяни та крамарі (до 81 % від доходу). Відсутність чітких регламентів щодо порядку нарахування податків дозволяла проводити довільні оцінки й здійснювати фінансові переслідування. Сільське духовенство зобов'язували сплачувати повний податок на користування землею, податок на доходи, отримані за спеціальні церковні обряди, а також спеціальний податок для осіб, позбавлених виборчих прав (усе духовенство належало до цієї категорії). Усі церковні громади також мали сплачувати спеціальний податок за оренду церковної будівлі у розмірі 0,5 % від «ринкової» вартості цієї будівлі, яку довільно оцінювало Державне страхове управління. Крім того, духовенство та ті, хто відмовлявся від служби в армії зобов'язані були сплачувати спеціальний податок за ухилення від військової служби, хоча їх усе одно могли мобілізувати до спеціальних допоміжних частин (на вирубку лісу, у шахти та на інші роботи). Цей податок становив 50 % від податку на доходи менше 3000 рублів і 75 % податку на доходи понад 3000 рублів. У сукупності ці податки могли перевищувати 100 % доходу духовенства. Несплата податків могла переслідуватися в кримінальному порядку, що загрожувало ув'язненням або засланням до Сибіру. Несплату податків також могли трактувати як спробу саботаж проти радянської економіки в період п'ятирічного плану, що могло призвести до страти.
Духовенство також було позбавлено будь-яких прав на соціальне забезпечення. До 1929 року церква могла забезпечити священників медичним страхуванням та пенсією, сплачуючи необхідні внески, але після цієї дати всі такі внески переходили у розпорядження держави, і жодного страхування чи пенсії більше не виплачувалося, навіть священникам, які вже були на пенсії. Це призвело до того, що духовенство обслуговували лише лікарі, які могли брати стільки, скільки хотіли.
Оскільки церкву було позбавлено власності в 1918 році, а священники не мали землі для обробітку, разом із тим, що заможні члени їхніх громад були репресовані, а самі священники не мали права збирати членські внески, вони часто не мали достатньо коштів для утримання церков.
Ще до 1929 року було запроваджено дискримінаційну політику щодо використання земель, згідно з якою священники могли отримати земельні ділянки для приватного обробітку лише за спеціальним дозволом. Цей дозвіл надавався тільки за умови, що ніхто інший не претендував на цю землю, і якщо такий запит виникав, держава могла конфіскувати землю у священника й передати її іншій особі. Духовенство також не мало жодного пріоритету на землі, що належали церкві до 1917 року. У 1928 році було заборонено священнослужителям вступати до кооперативних та колективних господарств. Крім того, не існувало жодних законів, які обмежували б право місцевої влади відмовляти священникам у наданні земельних ділянок з будь-яких підстав. Усе це призводило до того, що священники залишалися без землі для обробітку.
У 1929 році орендна плата за житло для священників почала становити 10 % від його комерційної вартості (для інших мешканців таких самих будівель це було лише 1–2 %). Священники з річним доходом понад 3000 рублів не могли залишатися в націоналізованих або муніципалізованих будинках і мали бути виселені до 8 квітня 1929 року. Подальша оренда таких будинків священникам будь-якого рівня доходу була заборонена, і також стало незаконним для них проживати в чужих домівках. Єдиною можливістю для проживання залишалися приватні будинки, які вони могли орендувати, але після колективізації таких майже не залишилося, окрім напівсільських хатин. В умовах переслідувань мало хто з мирян наважувався надати священникам житло через страх перед репресіями. Відсутність житла змушувала багатьох священників влаштовуватись на цивільну роботу.
Дружини священників формально могли розлучитися з чоловіками, щоб знайти роботу й утримувати родину. Священників можна було побачити в лахмітті перед церквами, де вони просили милостиню, а іноді траплялося, що вони змушені були виголошувати проповіді, вдягнені лише в спідній білизні — через відсутність іншого одягу.

## Антирелігійна пропаганда

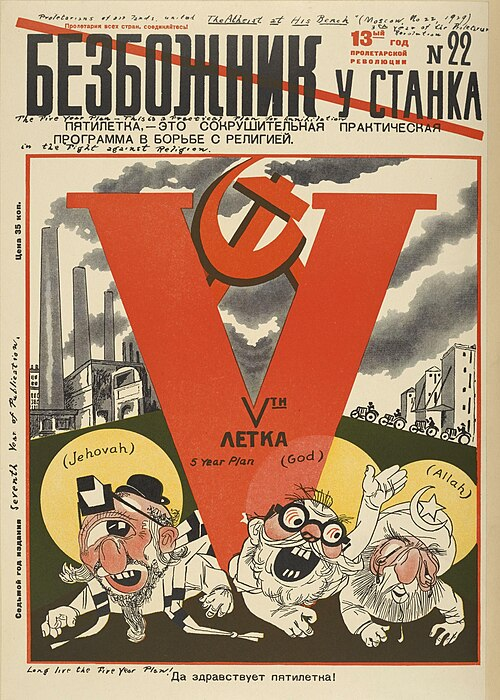
Обкладинка журналу Bezbozhnik_u_Stanka, 1929 рік, видання Товариства безбожників. На ілюстрації показано, як перший п'ятирічний план Радянського Союзу розчавлює богів авраамічних релігій.

Антирелігійна пропаганда відігравала вирішальну роль у демонізації активних вірянин і формуванні ворожого ставлення до них як до «покидьків» або «шкідників», і в деяких аспектах була подібною до сучасної антисемітської пропаганди нацистської Німеччини. Формування такої ментальності було критично важливим для того, щоб суспільство прийняло антирелігійну кампанію.
Опублікована антирелігійна пропаганда не була настільки помітною, як у 1920-х роках, однак це не свідчило про зниження рівня реальних переслідувань. Усна пропаганда дедалі більше передавалась у руки громадських організацій, таких як партійні осередки, комсомол, піонерські організації, Спілка войовничих безбожників, Музеї наукового атеїзму, Вечірні робітничі університети атеїзму під егідою профспілок та інші.
Уся поведінка та політика церков в офіційній пропаганді трактувалась як нещира та спрямована на повалення комунізму (це стосувалося як провладних, так і тих, хто в опозиції). Навіть прояви лояльності з боку релігійних лідерів до радянської системи вважалися нещирими спробами здобути прихильність, аби зберегти вплив на віряин і захистити релігію від остаточної ліквідації як запеклого ворога трудящих.
Релігійна поведінка в офіційній пропаганді подавалась як така, що пов'язана з психічними розладами або навіть злочинною діяльністю. Підручники для школярів намагалися викликати презирство до тих, хто вірує; паломників зображували як ідіотів, огидних алкоголіків, сифілітиків, шахраїв або жадібних до грошей священників. Вірян трактували як шкідливих паразитів, які поширюють неосвіченість, хвороби, і яких потрібно ліквідувати.
У пресі публікували гасла на кшталт: «завдамо нищівного удару релігії!» або «ми повинні досягти ліквідації церкви і повного знищення релігійних забобонів!». Релігійна віра подавалась як забобонна та відстала. У пресі часто публікували фотографії колишніх церков, які були зруйновані або переобладнані для інших потреб.
Офіційна преса закликала людей жертвувати родинними зв'язками заради атеїзму і не йти на компроміси з родинними релігійними традиціями заради збереження сімейної єдності чи з жалю до близьких.
Антирелігійна пропаганда намагалася показати зв'язок між релігійною вірою та аморальною або злочинною поведінкою. Це включало переписування російської історії, у якій релігійних діячів засуджували. Наприклад, Гапона — лідера Кривавої неділі в січні 1905 року, якого колись хвалив Ленін, — було оголошено японським шпигуном, а патріарха Тихона звинуватили у зв'язках з британськими капіталістами.
Масовий штучний голод на початку 1930-х років було покладено на релігійних вірянин, яких звинувачували в прониканнях в колгоспи і навмисному їх саботажі. Подібним чином їх звинувачували і в провалах радянської економіки 1930-х років. Релігійні свята також звинувачували в завданні шкоди економіці через масові прогули та пияцтво.
У пресі вигадували злочини проти вірян, які відповідали моменту їх арешту. Обвинувачення в розпусті та венеричних захворюваннях використовувалися проти духовенства, де тільки було можливо, оскільки пропаганда стверджувала, що єдиною причиною, через яку інтелігент міг стати священиком, є моральне падіння та нещирість із метою експлуатації людей. Спекуляція на чорному ринку була одним із найпростіших звинувачень проти вірян, адже після скасування НЕПу продаж хрестика чи ікони міг кваліфікуватися як незаконне приватне підприємництво, оскільки держава такі речі не виробляла.
Відповідно до політики СРСР щодо заперечення існування релігійних переслідувань, преса визнавала переслідування лише в минулому — під час Громадянської війни або кампанії з вилучення церковних цінностей — і виправдовувала їх, заявляючи, що церква займалась контрреволюційною діяльністю. У межах цієї ж політики стверджувалося, що масове закриття церков є наслідком добровільного згасання релігії серед населення (мовляв, церкви закривались на вимогу самих робітників). Однак ці твердження суперечили навіть подіям до 1929 року: тоді тисячі вірянин зверталися з петиціями до уряду з вимогою відкрити церкви, які були «добровільно» закриті. Десятиліття потому радянські письменники визнали існування переслідувань у 1930-х роках. Доказом проти тези про добровільне закриття є й той факт, що до 1939 року менше 1 % церков, які діяли в 1917 році, залишалися відкритими, тоді як віряни все ще становили принаймні 50 % населення.
Антирелігійна преса в 1930-х роках значно втратила креативність і часто повторювала одні й ті ж шаблонні матеріали з ненависницькою пропагандою від одного видання до іншого, супроводжуючи їх нудними статтями на прославлення державної політики або закликами бути хорошими громадянами. Преса також перебільшувала успіх у боротьбі з релігією, заявляючи, що їй завдано смертельного удару.
У ворожій атмосфері того часу вірян називали поіменно та викривали в атеїстичній пресі. Осіб, які відвідували церкву на Великдень, могли публічно згадати поіменно, і це часто передувало подальшим переслідуванням. Учнів у державних школах змушували писати на дошці імена однокласників, які відвідували релігійні служби. Дітям давали домашнє завдання — спробувати навернути когось із членів родини до атеїзму.

## Сільськогосподарські громади
Релігійні сільськогосподарські комуни були замінені на державні. На ці комуни нападали не через низьку продуктивність, а через те, що вони перешкоджали проникненню в них антирелігійної пропаганди. Людей з релігійних комун, які приєдналися до державних, у пресі звинувачували в саботажі врожаю і роботи в комунах.
Чуріков, дрібний купець з Поволжя, який створив дуже успішні православні сільськогосподарські комуни, став мішенню для держави наприкінці 1920-х років. Він мав чудову репутацію серед тисяч тих, хто брав участь у його комунах, і, як повідомлялося, мав дар виліковувати алкоголізм за допомогою молитви, проповіді та закликів до любові до Бога і людини та роботи на загальне благо. Він також проповідував "Христовий соціалізм". Спочатку його вихваляли в офіційній пропаганді, але нездатність державних колгоспів конкурувати з його комунами призвела до ідеологічної необхідності його усунення. В результаті, його постать була очорнена в ході тривалої кампанії в пресі, і він був страчений у 1930 році разом зі своїми головними лейтенантами. Його комуни були розпущені, як і всі інші релігійні сільськогосподарські комуни в країні.

## Мусульмани
Султан-Галієв, центральноазійський марксистський лідер, який виступав за незалежну марксистську державу в Центральній Азії, почав зазнавати нападок у 1927 році. З 1927 по 1940 рік він та його прихильники були піддані чисткам у лавах ВКП(б). Галієва заарештували та засудили до каторжних робіт; пізніше, у 1940 році, його стратили.
Багато мусульман, які підтримували ідею єдиної мусульманської держави в Центральній Азії, у 1930-х роках були оголошені зрадниками та знищені.
Значну частину комуністичної партії в Центральній Азії становили віруючі мусульмани, і держава зрозуміла, що не має змоги знищити всіх, бо російські комуністи, які мали б їх замінити, не мали достатнього досвіду роботи в регіоні, та й не вистачало атеїстів у партії на цих територіях.
Проте мусульмани все одно стали мішенню, так само як і представники інших релігій. Закон 1929 року про релігійні об’єднання, що діяв по всьому СРСР, був реалізований у Центральній Азії через розпуск усіх ісламських судів, які ухвалювали рішення як за шаріатом, так і за звичаєвим правом.
У 1917 році в радянській Центральній Азії існувало 20 000 мечетей, у 1929 — менше ніж 4 000, а до 1935 року, за наявними даними, в Узбекистані, де проживала половина мусульманського населення регіону, залишалося в дії менше 60 мечетей.
Мусульманське духовенство, як і християнське, зазнавало фінансових переслідувань і не могло себе забезпечити. Кількість зареєстрованих мусульманських служителів різко зменшилася, через що багато регіонів залишилися без імамів і мулл. Водночас багато незареєстрованих мусульманських духовних осіб продовжували свою діяльність нелегально, як і мечеті, що існували без реєстрації. Однак і зареєстровані, і незареєстровані мечеті становили лише незначну частину від їхньої кількості у 1917 році.
Багато мусульманських служителів було заарештовано та страчено під час сталінських чисток. Кампанія проти ісламу в 1930-х роках була безпосередньо пов’язана з фізичним знищенням “ісламських” націоналістичних комуністів у Центральній Азії. У 1936 році відбулося “викриття” верховного мусульманського муфтія з Уфи як японського і німецького агента, який нібито перетворив усе Мусульманське духовне управління Уфи на гігантську шпигунську мережу.У деяких частинах Кавказу анти-релігійна кампанія та напади на іслам спричинили партизанську війну, для придушення якої довелося залучити радянські війська.

## Заходи
Сталін закликав «довести до завершення ліквідацію реакційного духовенства в нашій країні». Він проголосив «атеїстичний п’ятирічний план» з 1932 по 1937 роки, очолюваний Лігою войовничих безбожників (ЛВБ), з метою повного знищення релігійного життя в СРСР. Було оголошено, що поняття Бога зникне з Радянського Союзу.
Деякі методи, які використовувалися на початку, але були відкинуті у 1920-х роках через їхню грубість або сильну образливість для віруючих, знову почали застосовувати. Серед них були так звані “анти-Різдва” і “анти-Великодні” заходи, організовані такими групами, як Комсомол.
Антиклерикалізм і спроби розділити релігійні громади, протиставляючи мирян їхньому духовенству, все ще заохочувалися. Більшість духовенства, заарештованого та ув’язненого у 1920-х роках і пізніше, ніколи не проходили судів. Максимальний термін адміністративного заслання в 1920-х роках становив три роки, але у 1934 році, після створення НКВС, цей термін було продовжено до чотирьох років, і орган отримав право самостійно призначати такі вироки. Після відбуття покарання більшість священників поверталися у свої єпархії. Ті, чий термін закінчувався приблизно у 1930 році, часто знову перевозилися під наглядом у віддалені села на далекій півночі або північному сході, звідки вже не поверталися.
Спочатку в 1929–1930 роках релігійні громади чинили значний опір цим репресіям, надсилаючи велику кількість петицій до уряду.
Після 1929 року і протягом 1930-х закриття церков, масові арешти духовенства та активних мирян, а також переслідування за участь у церковному житті досягли безпрецедентного масштабу. Наприклад, у центральному російському регіоні Бежецьк у 1929 році було закрито 100 із 308 церков (для порівняння — лише 12 було закрито у 1918–1929 роках), а в Тульській єпархії — 200 із 700 церков.  Ця кампанія спочатку посилилася у сільській місцевості, а потім дійшла до міст після ліквідації монастирів у 1932 році.
Багато з цих дій здійснювалися на основі таємних, неопублікованих інструкцій Центрального Комітету, тоді як той самий Комітет публічно закликав припинити практику закриття церков. У зв’язку з цим терористична кампанія 1930-х років проходила в атмосфері абсолютної секретності після негативного міжнародного розголосу, що супроводжував кампанію 1929–1930 років.
Членів партії, яких викривали у релігійних зв’язках, піддавали чистці. Навіть тих, хто просто зберігав дружні стосунки зі священниками, виключали з партії та репресували.
У 1929 році радянська преса заявила, що в баптистській спільноті було викрито шпигунську організацію, яка нібито працювала на польську розвідку. Її нібито очолював лідер баптистів Шевчук, і вона складалася зі ста агентів, які збирали військові секрети СРСР. Проте ці звинувачення викликали сумніви, і вони з’явилися після того, як баптисти дозволили своїм членам служити в армії, що позбавило радянську пропаганду можливості звинувачувати їх у безвідповідальному пацифізмі. Подібні звинувачення висували й Українській автокефальній православній церкві, студентам Ленінградської духовної академії, а також інженерам і вченим, яких звинувачували у шпигунстві на користь іноземних держав або Ватикану, чи в підривній діяльності. Це призводило до арештів, судів і страт. Українська автокефальна православна церква була фактично знищена в 1930 році, а протягом решти десятиліття більшість її єпископів і багато вірян були вбиті. У 1929–1930 роках також були звинувачені в шпигунстві низка протестантськи і римо-католицьких діячів.
Були навіть звинувачення у співпраці священників із троцькістами та зинов’євцями проти держави, хоча сам Лев Троцький був енергійним і войовничим атеїстом-комуністом. В тому ж ключі Миколу Бухаріна звинувачували в надмірно агресивних діях проти віруючих, які, навпаки, зміцнювали їхню віру й деморалізували атеїстів.
Церковні ікони та релігійна архітектура знищувалися. Народний комісаріат освіти скоротив список охоронюваних церков із 7000 до 1000, залишивши 6000 церков на знищення. Тисячі ікон публічно спалювали. Релігійна культурна спадщина країни була переважно знищена.
Певне затишшя в переслідуваннях спостерігалося в 1930–1933 роках після статті Сталіна «Запаморочення від успіхів» (1930), але згодом кампанія знову відновилася з новою силою.

### Кампанія проти монастирів
У 1928 році Політбюро ухвалило план ліквідації чернецтва в країні, і впродовж наступних кількох років усі монастирі були офіційно закриті. Це супроводжувалося кампаніями в пресі, де монастирі зображували як паразитичні установи, що ведуть аморальний спосіб життя (особливо черниць звинувачували у статевій розбещеності). Після закриття багато виселених ченців і черниць утворювали напівлегальні підпільні громади по всій країні. Ще до цього часу, а також під час цих подій, існувало чимало віруючих, які приймали чернечі обітниці таємно й збиралися в секретних чернечих спільнотах, що діяли у радянських містах. Починаючи з 18 лютого 1932 року, держава розгорнула кампанію, яка фактично призвела до майже повного знищення чернецтва в країні. Тієї ночі в Ленінграді було заарештовано всіх ченців і черниць (загалом 316 осіб), і в наступний період місцеві в'язниці були переповнені за рахунок нових арештів у Ленінградській області. В Україні, ймовірно, напіввідкрите чернече життя протрималося ще деякий час, аж до кінця 1930-х років.
У 1931 році була створена Культурна комісія при НКВС (Культкомісія), яка протягом наступного десятиліття стала головним інструментом юридичного контролю та жорсткого придушення релігійних громад.
Після кампанії 1932 року настало певне затишшя, яке завершилося у 1934 році, коли переслідування відновилися з новою силою.
У 1934 році переслідування оновленської церкви (обновленців) набуло такого самого масштабу, як і переслідування традиційної православної церкви. Це було спровоковано зростаючим інтересом радянської молоді до оновленської церкви.
Німецькі лютеранські громади після 1929 року також почали зазнавати такого самого рівня переслідувань та антирелігійних репресій, як і інші релігійні спільноти.
У Москві було підірвано понад 400 церков і монастирів, включно з відомим Храмом Христа Спасителя.
У 1938 році Олещук звинуватив церкву та духовенство в неправильному тлумаченні статті 146 нової радянської Конституції, яка дозволяла громадським організаціям висувати кандидатів у місцеві ради. Він заявив, що церква помилково вважала, що також має на це право. Верховний прокурор Андрій Вишинський зазначив, що це дозволено лише тим організаціям, «метою яких є активна участь у соціалістичному будівництві та в обороні країни». Церква не входила до цієї категорії, оскільки вважалася антисоціалістичною, а християнство, мовляв, навчало підставляти другу щоку й любити ворогів — тобто християни не могли бути добрими солдатами та захисниками батьківщини.
У 1938 році в місті Горький було ліквідовано велику кількість православного духовенства за звинуваченням у належності до мережі диверсантів на чолі з митрополитом Горьківським Феофаном Туляковим, єпископом Сергачським Пурлевським, єпископом Ветлузьким Коробовим та іншими. Цю мережу звинувачували в саботажі колгоспів і фабрик, руйнуванні транспорту, шпигунстві, створенні терористичних угруповань. Зокрема, її нібито звинуватили у підпалі дванадцяти селянських будинків і співпраці з войовничими атеїстами-троцькістами та бухарінцями проти радянської влади. Ці звинувачення стали прикриттям для масових страт духовенства.
У другій половині 1930-х років приналежність до церкви ставала небезпечною. Навіть короткий візит до храму міг призвести до втрати роботи, руйнування кар'єри, виключення з навчальних закладів, а іноді — і до арешту. Людей переслідували навіть за ношення натільного хреста. Арешти могли бути спричинені наявністю ікони в оселі (православну практику цілувати ікони навіть звинувачували у поширенні епідемії сифілісу), або запрошенням священника для звершення обряду вдома, оскільки храми були закриті. Священників, викритих у здійсненні таких служб, зазвичай ув'язнювали, і вони безслідно зникали.
Безліч віруючих були ув'язнені або страчені лише за те, що відкрито сповідували віру — особливо якщо вони були харизматичними постатями з великим духовним авторитетом, що загрожувало ефективності антирелігійної пропаганди.
Точну кількість жертв підрахувати складно через характер цієї кампанії, і вона, ймовірно, ніколи не буде встановлена точно. У період «чисток» 1937—1938 років церковні документи зафіксували 168 300 арештів представників російського православного духовенства. З них понад 100 000 було розстріляно. За нижчими оцінками, у 1930-х і 1940-х роках було вбито щонайменше 25 000–30 000 священнослужителів. Історик Натанаїл Девіс, включаючи ченців і черниць, оцінює загальну кількість загиблих до кінця 1930-х у 80 000 осіб. Олександр Яковлєв, голова Комісії з реабілітації жертв політичних репресій при сучасному російському уряді, заявив, що кількість вбитих монахів, черниць та священників перевищує 200 000. Було вбито близько 600 єпископів як православної, так і оновленської церков. Кількість загиблих мирян, імовірно, значно перевищує кількість вбитих священнослужителів. Багато з них були канонізовані як «новомученики та сповідники Росії».
У другій половині 1930-х років, коли в Європі назрівала війна, антирелігійна пропаганда поширювала ідею, що побожні християни не можуть бути добрими солдатами, бо християнство виступає проти війни, закликає любити ворогів, підставляти другу щоку тощо. Така риторика прямо суперечила антирелігійній пропаганді 1920-х років, коли церкву, навпаки, звинувачували в пропаганді сліпого патріотизму під час Першої світової війни. Водночас, цю позицію відрізняли і від критики християн, які воювали за царську Росію у Першій світовій, але відмовлялися брати участь у збройній боротьбі за СРСР.
Щодо переслідувань духовенства, Майкл Елльман зазначив, що «…терор 1937—1938 років проти духовенства Російської православної церкви та інших релігій (Binner & Junge 2004) також може вважатися актом геноциду».

## Відомі злочини та жертви
Унаслідок таємності кампанії, докладна та систематизована інформація про всі дії, які здійснювала держава, практично відсутня. Через це знання про жертв і перебіг подій обмежені. Проте церква зберегла записи про низку визначних випадків.
У 1922 році отця Аркадія Остальського звинуватили у підбурюванні народу проти радянської влади. На суді всі свідки спростували обвинувачення, однак прокурори заявили, що сама велика кількість свідків є доказом популярності єпископа, а оскільки він проповідував релігію, шкідливу для радянської держави, його слід засудити. Йому винесли смертний вирок, який згодом замінили на десять років каторжних робіт. Після дострокового звільнення він був висвячений у єпископи, однак у 1931 році його знову заарештували й заслали на Соловки. У 1934 році він повернувся, але змушений був переховуватись. Його знову заарештували, і він опинився в іншому таборі. Напередодні війни його відпустили. Комендант табору запропонував йому безпечне життя й роботу, якщо той залишиться поблизу таборів і зречеться священства. Аркадій відмовився і згодом безслідно зник.
Єпископ Олександр (Петровський) був висвячений у 1932 році та призначений до Харкова митрополитом Сергієм. У 1939 році його заарештували без пред'явлення звинувачень, і невдовзі він помер у в'язниці (причина смерті невідома). Після цього влада закрила останню діючу церкву в Харкові — незважаючи на сплату податку в 125 000 рублів (за середньої річної зарплати 4 000), храм закрили перед Великоднем 1941 року. На Великдень близько 8 000 людей зібралися на площі перед церквою, де священики у цивільному одязі провели службу, а натовп співав гімн «Слава страстям Твоїм, Господи!». На Великодню неділю прийшло ще більше людей.
Митрополит Костянтин (Дьяков) із Києва був заарештований у 1937 році і без суду розстріляний у тюрмі через дванадцять днів.
Митрополит Пимен (Пєгов) із Харкова був ненависний комуністам за активний спротив місцевим обновленцям. Його звинуватили у зв'язках із іноземними дипломатами та посадили у в'язницю, де він помер у 1933 році.
Єпископ Максим (Руберовський) повернувся до Житомира з в'язниці у 1935 році. До 1937 року туди було вислано майже всіх священників радянської Волині (близько 200). У серпні того ж року всіх разом із єпископом заарештували, а взимку без суду розстріляли. Преса звинуватила їх у підривній діяльності.
Архієпископ Антоній із Архангельська був заарештований у 1932 році. Його намагались змусити визнати вину в антирадянській діяльності, але він відмовився. У письмовій анкеті він зазначив, що щодня молиться за прощення гріхів радянської влади та за припинення кровопролиття. У тюрмі його катували, змушуючи їсти солону їжу без води, тримали у брудній, задушливій камері без вентиляції. Він захворів на дизентерію й помер.
Митрополит Серафим (Мєщеряков) із Білорусі колись був активним лідером обновленців, але після публічного покаяння повернувся до Православної церкви, чим викликав лють у влади. У 1924 році його заарештували та заслали на Соловки. У 1932 році він був повторно заарештований і без суду розстріляний у Ростові-на-Дону разом із 122 іншими священниками та монахами.
Митрополит Миколай із Ростова-на-Дону був засланий без суду до Казахстану, де разом з іншими духівниками будував землянки з глини й трави, їв траву, щоб вижити. У 1934 році йому дозволили повернутися до Ростова. У 1938 році його знову заарештували і засудили до розстрілу. Його кинули в спільну могилу, але наступного дня віруючі виявили, що він ще живий, таємно забрали й доглядали за ним. Пізніше він служив митрополитом під час німецької окупації і виїхав до Румунії разом із німцями. Його подальша доля невідома.
Єпископ Онуфрій (Гаглюк) із Єлисаветграда був заарештований у 1924 році без обґрунтування. Повернувся через рік. У 1927-му його знову заарештували й заслали до Красноярська. Після повернення очолював ще дві єпархії, однак у середині 1930-х його втретє заарештували й заслали за Урал, де, за чутками, його розстріляли у 1938 році.
Єпископ Іларіон (Бєльський) був засланий на Соловки у 1929—1935 роках за непокору митрополиту Сергію. У 1938 році його знову заарештували й розстріляли за відмову визнавати Сергія.
Єпископ Варфоломій (Рємов) був звинувачений учнем (майбутнім єпископом Олексієм) у створенні таємної богословської академії і розстріляний у 1936 році.
Єпископ Максим (Жижиленко) працював тюремним хірургом понад 25 років до того, як у 1928 році був висвячений у єпископи. Був відомий як гуманіст: їв тюремну їжу, спав на дошках, віддавав зарплатню в'язням. Після революції став священником у таємниці, навертав ув'язнених до християнства. Порвав із Сергієм у 1927 році, був арештований у 1929-му. Його популярність і відданість церкві дратували владу. Його описували як «сповідника апокаліптичного духу». Він повернув багато парафій від Сергія до своєї фракції та ввів молитву, в якій просили Бога дарувати тим, хто при владі, страх Божий і милість до церкви. Його стратили у 1931 році.
Отець Роман Медвідь залишився вірним митрополиту Сергію. Його заарештували в 1931 році через його харизматичну особистість та доброчинність, що приваблювали людей до віри. У 1920-х роках він заснував неофіційне церковне братство, яке проіснувало ще довго після його смерті. У 1936 році, через тяжкий стан здоров'я, його звільнили з табору, і вже за рік він помер.
Отець Павло Флоренський — один із найвизначніших православних богословів ХХ століття. Водночас він був професором електротехніки в Московському педагогічному інституті, одним із провідних радників Центрального радянського управління електрифікації СРСР, музикознавцем та мистецтвознавцем. Він обіймав офіційні посади, читав лекції, багато публікувався, залишаючись при цьому священником і не знімав ні ряси, ні наперсного хреста навіть під час викладання в університеті. Це спричинило численні його арешти, починаючи з 1925 року. Він залишався вірним Сергію. Востаннє його заарештували в 1933 році й заслали до концентраційного табору на далекій півночі. У таборі йому надали лабораторію, де він проводив дослідження для радянської армії під час війни. Помер там у 1943 році.
Валентин Свєнціцький був журналістом, релігійним публіцистом і мислителем із християнсько-соціалістичними поглядами до 1917 року. Деякі його праці привернули увагу царської поліції, через що він змушений був кілька років жити за кордоном. Після революції 1917 року він повернувся і прийняв священство в Православній церкві, ставши її рішучим полемістом проти обновленців. У 1922 році його за це заарештували та заслали. Після повернення він став впливовим московським священником, засновував парафіяльні братства морального відродження. У 1927 році він порвав із Сергієм, а в 1928 році його заслали до Сибіру, де він помер у 1931 році. Перед смертю він покаявся у розколі, просив прийняти його назад до Православної церкви, визнаючи, що розкол — найтяжчий гріх, що відділяє людину від істинної Церкви. Він також написав пристрасне звернення до своїх парафіян у Москві, закликаючи їх повернутися до Сергія та пробачити йому, що ввів їх в оману.
Олександр Жураковський із Києва був надзвичайно впливовим священником, якого віруючі шанували за любов, відданість та харизму. Після смерті свого єпископа він приєднався до опозиції Сергію. Його заарештували у 1930 році й засудили на десять років каторги. Він страждав на туберкульоз і вже був на межі смерті, коли в 1939 році йому без звільнення додали ще десять років. Незабаром він помер у далекому таборі на півночі.
Сергій Мєчєв із Москви — ще один впливовий священник із глибокою духовною харизмою. Він визнавав Сергія, але відмовлявся виголошувати молитви за радянську владу. Разом із батьком, також священником, вони були ініціаторами напівмонаших братств у Москві. Вперше його заарештували у 1922 році. У 1929 його заслали на три роки, а у 1934 році він отримав п'ятнадцять років таборів в Українській СРСР. Коли в 1941 році почалася війна, він, як і всі ув'язнені з терміном понад десять років, був розстріляний відступаючими радянськими військами.
Єпископ Мануїл (Лемешевський) із Ленінграда розлютив владу своєю активною боротьбою проти обновленців ще з 1922 року, коли лише небагато хто відкрито підтримував Патріарха. Спершу майже всі парафії Петрограда були під контролем обновленців, і саме він повернув їх до канонічної Церкви. У 1923 році його заарештували, провівши майже рік у в'язниці, а потім заслали на три роки. Повернувшись у 1927 році, йому заборонили мешкати в Ленінграді. Його призначили єпископом Серпухова. Він залишався вірним Сергію під час розколу 1927 року, але новий політичний курс Церкви став для нього морально неприйнятним, і в 1929 році він вийшов у відставку. У 1933 році його знову заслали до Сибіру на три роки. У 1940 році його заарештували за «релігійну пропаганду серед молоді» та засудили на десять років каторги. У 1945 році його звільнили й призначили архієпископом Оренбурга, де він досяг великих успіхів у відродженні церковного життя. Через це у 1948 році його знову заарештували. Він був звільнений у 1955 році, став архієпископом Чебоксар і митрополитом Куйбишевським. Помер природною смертю у 1968 році у віці 83 років. Його справа стала знаковою — він вижив, на відміну від багатьох своїх сучасників. Залишив після себе значну богословську спадщину, зокрема багатотомний довідник «Хто є хто» серед єпископів ХХ століття.
Молодий єпископ Лука (Войно-Ясенецький) — засновник Ташкентського університету, перший професор медицини, головний хірург університету та блискучий проповідник. Він залишався вірним Патріарху. Уперше його заарештували в Ташкенті в 1923 році під впливом обновленців, які не могли з ним змагатися. Його звинуватили у зв'язках із закордонними агентами на Кавказі та в Центральній Азії й заслали до північного сибірського міста Єнісейськ на три роки. Після повернення його знову заарештували в 1927 році без суду і заслали до Архангельська. Він був вірним Сергію. У 1937 році його знову заарештували, і тоді він зазнав найтяжчих страждань: два роки тортур, допити, побиття, голод. Коли йому не вдалося вибити зізнання, його заслали ще далі на північ. У 1941 році, після початку війни, держава викликала його до Красноярська й призначила головним хірургом військового шпиталю. У грудні 1945 року йому вручили медаль за заслуги перед військовою медициною. Під час нагородження він сміливо розкритикував режим за те, що позбавив його можливості рятувати людей раніше. Після війни став архієпископом Тамбовським. У 1946 році за нове видання своєї праці про лікування гнійних ран отримав Сталінську премію, яку передав на потреби сиріт війни. Його історія теж стала символічною — він вижив.
Афанасій (Сахаров), вікарій Володимирської єпархії, був висвячений на єпископа в 1921 році, але з того часу до 1954 року мав змогу здійснювати архіпастирські обов'язки не більше ніж два з половиною роки. Його вперше заарештували в 1922 році у зв'язку з кампанією вилучення церковних цінностей і засудили на рік ув'язнення. Упродовж наступних п'яти років він був заарештований ще п'ять разів — тюрми, заслання, каторжні роботи. Йому не раз пропонували залишити кафедру або піти у відставку, але він відмовлявся. Він виступив проти декларації вірності 1927 року й був засланий на три роки на Соловки. Між 1930 і 1946 роками пережив ще сім арештів та заслань, здебільшого без суду. Його останнє ув'язнення було надзвичайно важким — примусова праця. У 1940-х роках він був одним із найшанованіших діячів підпільної церкви, однак у 1945 році після обрання патріарха Алексія він повернувся до офіційної церкви й закликав до цього інших. Звільнений лише у 1954 році. Після звільнення він казав, що вижив завдяки любові віруючих, які надсилали йому посилки. Помер у 1962 році. Його справа також є прикладом виживання.
Поблизу Казані існував глибоко шанований жіночий монастир, який було закрито наприкінці 1920-х років. Черницям довелося оселитися поодинці в околицях. Монастирська спільнота відмовилася визнавати митрополита Сергія. Влада дозволяла відкривати головний собор лише один раз на рік — 14 лютого. Цього дня колишні монахи, черниці та миряни збиралися там для служби. 14 лютого 1933 року, під час богослужіння, храм було оточено великим загоном озброєного НКВС. Усіх, хто виходив із церкви, заарештували. Через два місяці десятьох із них стратили, а решту засудили до п'яти-десяти років таборів за участь у «незареєстрованому» богослужінні.
Улітку 1933 року група геологів, що працювала в сибірській тайзі, розташувала табір поблизу одного з концтаборів. Вони стали свідками, як охоронці виводили групу в'язнів до свіжовикопаної ями. Побачивши геологів, охоронці пояснили, що це священники, вороги радянської влади, і попросили відійти. З укриття геологи бачили, як кожного в'язня запитували: «Чи існує Бог?» — і кожен відповідав: «Бог існує». Після цього його розстрілювали. Так стратили шістдесят осіб.
Отець Антоній Ельснер-Фойранський-Гоголь служив у Смоленську. У 1922 році його заарештували та заслали на три роки. У 1935 його храм закрили, і він переїхав до села неподалік. У 1937 у Смоленську залишилося лише дві церкви, і в одній не було священника. Люди звернулися до отця Антонія з проханням очолити громаду. Він погодився. Коли кілька тисяч осіб підписали петицію з вимогою відновити богослужіння, НКВС попередило його про можливі наслідки. Попри це, відповідь із Москви була схвальною. Службу призначили на 21 липня 1937 року, але в ніч перед цим отця Антонія заарештували. 1 серпня його розстріляли.
На початку 1934 року трьох священників і двох мирян вивели з табору суворого режиму на Колимі до управління ОДПУ. Їм запропонували зректися віри в Ісуса Христа, погрожуючи смертю. Всі п'ятеро твердо заявили про свою віру. Без жодного суду їх вивели до ями. Чотирьох розстріляли, а п'ятого змусили поховати товаришів.
Наприкінці 1930-х років у Харкові залишилася лише одна відкрита церква. Влада відмовлялася реєструвати священників для служіння. Отець Гавриїл, священник із Харкова, на Великдень — імовірно, 1936 року — відчув поклик відслужити Пасхальне Богослужіння. Після цього його ніхто більше не бачив.
У Полтаві в ніч з 26 на 27 лютого 1938 року були заарештовані всі ще не репресовані священники. Їхнім родинам повідомили, що всі засуджені на десять років «без права листування» — формулювання, яке часто прикривало вирок до страти.
Старець Сампсон у 14 років навернувся з англіканства до православ'я. Отримав медичну й духовну освіту, вступив до монастиря біля Петрограда в 1918 році. Того ж року його заарештували й відвели на місце масової страти. Він вижив, отримавши поранення й опинившись під тілами вбитих. Його врятували монахи. Згодом він став священником. У 1929 році його знову заарештували, а в 1936 засудили на десять років. Він відбував покарання як тюремний лікар у Середній Азії. Коли термін закінчився в 1946, влада не захотіла його відпускати через потребу в лікарях. Він утік і певний час переховувався в пустелі, уникаючи арешту. Продовжив душпастирську діяльність без жодних документів. Помер 1979 року, і серед тих, хто його знав, його шанували як святого.
Єпископ Стефан (Нікітін), лікар за фахом, завдяки цьому вижив у концтаборах, працюючи як табірний лікар. Він часто дозволяв знесиленим в'язням залишатися в медчастині, аби ті могли відновитися. За це адміністрація табору пригрозила йому новим судом за «підрив радянської праці», що могло закінчитися п'ятнадцятьма роками ув'язнення. Медсестра порадила йому звернутися з молитвою до стариці Матрьонушки з міста Пенза. Йому сказали, що їй не треба писати — вона почує сама. Він голосно покликав її в молитві. Суду так і не сталося, і через кілька тижнів його звільнили. Він поїхав у Пензу, щоби зустрітись із нею. Коли вони побачилися, вона одразу впізнала його та сказала, що молилася за нього. Невдовзі її заарештували й відправили до московської в'язниці, де вона померла.
У 1935 році в Рязані було заарештовано єпископа, священника і диякона за нібито крадіжку 130 кг срібла.
Єпископ Дометіан (Горохов) у 1932 році був засуджений за спекуляцію на чорному ринку та написання антибільшовицьких листівок ще у 1928-му. Йому винесли смертний вирок, який згодом замінили на вісім років ув'язнення. У 1937 році, можливо, його було страчено за звинуваченням в організації молодіжної шпигунської та терористичної мережі.
Єпископ Іванівський був звинувачений у створенні військово-шпигунської мережі, що складалася з юних дівчат, які співали в церковному хорі — хоча місто не мало жодного стратегічного значення і було текстильним центром. Очевидна абсурдність обвинувачення, імовірно, слугувала попередженням: не спілкуйся з духовенством і не приєднуйся до церковного життя, якщо хочеш уникнути арешту.
Оновленець Сергій (Руженцов) був звинувачений у керівництві шпигунською мережею, що складалася з монахів і священників, які, буцімто, влаштовували оргії біля вівтарів та заражали підлітків венеричними хворобами. Митрополита Євлогія в Парижі звинуватили в організації терористичного угрупування в Ленінграді. Казанський архієпископ Венедикт (Плотніков) був страчений у 1938 році за нібито керівництво «церковною» терористично-шпигунською організацією.

## Зовнішня критика
У багатьох західних країнах прокотилася хвиля протестів проти жорстоких переслідувань у Радянському Союзі. У Великій Британії, Римі та в інших місцях відбувалися масові молитовні зібрання на підтримку гнаної Церкви. Ці акції справили значний вплив: вони призвели до тимчасового призупинення репресій на початку 1930-х років, а також до рішення проводити антирелігійну кампанію приховано. Сталін не міг дозволити собі повного розриву з Заходом, адже досі потребував його кредитів і техніки для реалізації планів індустріалізації.

## Вирішення дебатів
Дебати між "правими" та "лівими" про те, як найкраще боротися з релігією, що тривали до 1930 року, знайшли певну розв'язку. Журнал "Під прапором марксизму", який редагував Абрам Деборін, проголосив перемогу лівої сторони дебатів у 1929 році, але вже через рік його було припинено до лютого 1931 року, коли в ньому з'явилася редакційна стаття, яка засуджувала як праве мислення, так і групу Деборіна. Журнал критикували за те, що він не став "органом войовничого атеїзму", як того вимагав Ленін, через надмірну філософічність та абстрактність аргументації, а також відірваність від реальної антирелігійної боротьби. Це було частиною чисток, характерних для 1930-х років, а також спроб Сталіна підпорядкувати собі всі марксистські інституції. Марксистські лідери, які займали будь-яку позицію з цього питання, наражалися на нападки параноїдального Сталіна, який не терпів, щоб інші авторитети виступали як авторитети з питань державної політики.
Троцький, Бухарін та інші "зрадники" були засуджені, як і їхні ідеї щодо антирелігійної боротьби

## Зниження темпів антирелігійної кампанії
Провал пропагандистської війни став очевидним у посиленні опори режиму на тактику терору в антирелігійній кампанії 1930-х років. Однак до кінця десятиліття керівництву антирелігійної кампанії стало зрозуміло, що досвід попередніх двох десятиліть продемонстрував: релігія є значно глибше вкоріненим явищем, ніж вважалося на початку.
Наприкінці 1930-х років почали закривати антирелігійні музеї та скасовувати кафедри «наукового атеїзму» в університетах. Середній показник відвідуваності атеїстичних лекцій знизився до менш ніж 50 осіб на лекцію до 1940 р. Тиражі антирелігійних журналів падали, так само як і членство в Лізі войовничих безбожників. Існують різні причини, які могли спричинити це, зокрема певне моральне відчуження людей від жорстокості кампанії, а так само й те, що централізований терор не мав значної поваги до автономних організацій, і навіть ті, хто працював в антирелігійних цілях, могли опинитися під критикою або зазнати репресій за відхилення від прийнятої політики.
У 1937 році радянський історик Грекулов опублікував статтю в радянському журналі, в якій вихваляв прийняття Руссю християнства в 10-му столітті як засіб поширення культури та освіти в країні. За кілька років до того Ліга войовничих безбожників критикувала шкільних вчителів, які стверджували, ніби християнство було на благо СРСР. Ця стаття в майбутньому стане офіційною радянською позицією аж до падіння комунізму.
Проте переслідування продовжувалися у повному обсязі, і наприкінці 1930-х років на духовенство нападали з обвинуваченнями в шпигунстві, проводилися судові процеси над єпископами та їхніми прихильниками, що вважалися «диверсійними терористичними бандами».
Проте згодом ситуація змінилася, зокрема внаслідок анексії нових територій на сході Польщі в 1939 році, коли партійні лідери, такі як Олещук, почали стверджувати, що лише мізерна меншість вірян є класовими ворогами держави. Церковні інституції у Східній Польщі були скасовані або перейшли під контроль держави. Антирелігійна діяльність на нових територіях навіть зазнала критики за надмірну завзятість, і Олещук радив утриматися від створення нових осередків Спілки войовничих безбожників на цих територіях. Коли нацисти вторглися в 1941 році, таємна поліція заарештувала багатьох українських католицьких священників, які або були вбиті, або заслані.
Офіційна радянська статистика повідомляла, що до 1937 року до третини міського і до двох третин сільського населення все ще зберігали релігійні переконання (це був спад порівняно з приблизно 80% населення, яке було релігійним наприкінці 1920-х років); загалом це складало 50% населення держави (і навіть ці цифри могли бути заниженими). Проте релігія зазнала потужного удару: кількість церков зменшилася з 50 000 у 1917 році до лише кількох сотень (і не залишилося жодної відкритої церкви в Білорусі), а можливо, навіть менше, з 300 єпископів у 1917 році (і 163 у 1929 році) залишилося лише 4 (митрополит Сергій (глава церкви), митрополит Олексій Ленінградський, єпископ Миколай (Ярушевич) та митрополит Сергій (Воскресенський)), з 45 000 священників залишилося лише 2 000–3 000, не залишилося жодного відкритого монастиря, а єдине, що могли робити ентузіасти атеїзму — це стежити за окремими віруючими та доносити на них у таємну поліцію.
У Москві в 1917 році було 600 релігійних громад, а до 1939 року залишилося лише 20–21. У Ленінграді, де у 1918 році було 401 православна церква, до цього часу залишилося лише п’ять. У Бєлгороді та області, де у 1917 році було 47 церков і 3 монастирі, до 1936 року залишилося лише 4 церкви. У Новгороді, де у 1917 році було 42 церкви і 3 монастирі, до 1934 року залишилося лише 15 церков. У Куйбишеві та його єпархії, де у 1917 році було 2200 церков, мечетей та інших храмів, до 1937 року залишилося лише 325. Кількість зареєстрованих релігійних громад до 1941 року скоротилася до 8000 (переважна більшість з яких знаходилася на нещодавно анексованих західних територіях). Пропорційно більше церков було закрито в сільській місцевості, ніж у містах. До кінця 1930-х років усі релігії в країні зазнали майже повного знищення: більшість їхніх споруд було або конфісковано, або зруйновано, а їхнє духовне керівництво — заарештовано або знищено.
Антирелігійна кампанія останнього десятиліття та терористична тактика войовничо атеїстичного режиму фактично ліквідували будь-які публічні прояви релігії та спільні зібрання вірян поза стінами небагатьох церков (або мечетей, синагог тощо), де ще проводилися богослужіння. І все це сталося в країні, яка всього кілька десятиліть тому мала глибоко православне публічне життя та культуру, що розвивалися майже тисячу років.